# Christopher Luxon
Christopher Mark Luxon (Christchurch, 19 de julio de 1970) es un político y empresario neozelandés que se desempeña como primer ministro de Nueva Zelanda desde noviembre de 2023, también es líder del Partido Nacional de Nueva Zelanda desde 2021 y miembro del Parlamento por el electorado de Botany desde las elecciones generales de 2020.
Fue director ejecutivo de Air New Zealand de 2012 a 2019. Luxon también se desempeñó en el gabinete en la sombra de Judith Collins como Portavoz de Gobierno Local, Investigación, Ciencia, Manufactura e Información sobre Tierras, además de ser Portavoz Asociado de Transporte. Es líder desde el 30 de noviembre de 2021, sucediendo a Collins. Fue líder de la Oposición de 2021 a 2023.

## Primeros años
Luxon nació en Christchurch el 19 de julio de 1970 y vivió allí hasta los 7 años cuando su familia se mudó a Howick en Auckland. Su padre trabajaba para Johnson & Johnson como ejecutivo de ventas y su madre trabajaba como psicoterapeuta y consejera. Después de un año de escolarización en Saint Kentigern College y Howick College, la familia regresó a Christchurch y Luxon pasó tres años en Christchurch Boys' High School. Estudió en la Universidad de Canterbury de 1989 a 1992 y obtuvo una Maestría en Comercio (Administración de Empresas).

## Carrera antes de la política
Luxon trabajó para Unilever de 1993 a 2011, con sede en Wellington (1993–1995), Sídney (1995–2000), Londres (2000–2003), Chicago (2003–2008) y Toronto (2008–2011). Ascendió a presidente y director ejecutivo de sus operaciones canadienses.
Se unió a Air New Zealand como Gerente General del Grupo en mayo de 2011 y fue nombrado director ejecutivo el 19 de junio de 2012, reemplazando a Rob Fyfe a fines de ese año. Durante su liderazgo de ocho años, las ganancias de Air New Zealand crecieron a niveles récord y la compañía fue nombrada varias veces como la marca más confiable de Australia. Se unió a las juntas directivas de la Asociación de la Industria Turística de Nueva Zelanda y Virgin Australia en 2014. En 2018, los sindicatos de trabajadores Aviation and Marine Engineers Association y E tū criticaron duramente a Luxon y Air New Zealand por una disputa salarial. Los sindicatos habían planeado una huelga de tres días durante la Navidad del mismo año, pero las partes llegaron a un acuerdo y la huelga fue desconvocada. El 20 de junio de 2019, Luxon anunció que renunciaba a Air New Zealand e insinuó una posible carrera en el Partido Nacional.
En febrero de 2021, se reveló que, si bien Luxon era el director ejecutivo de Air New Zealand, su unidad comercial de contratación, Gas Turbines, estaba ayudando a los buques de la Marina Real Saudita, a pesar de que bloqueaban suministros esenciales como agua, alimentos y asistencia médica de Yemen. Luxon afirmó que "no lo recuerda" y que "podría haber sido posterior a mi tiempo", esta última afirmación fue cuestionada por su sucesor Greg Foran. Recibió críticas de la primera ministra Jacinda Ardern y del portavoz de derechos humanos del Partido Verde, Golriz Ghahraman . Luxon admitió más tarde que Air New Zealand no tener un proceso en el que se informaría a su director ejecutivo sobre todos los contratos militares "fue un error".

## Carrera política
Después de que Jami-Lee Ross renunció a National por acusaciones de fraude contra el partido, Luxon aseguró la candidatura del Partido Nacional para el electorado de Botánica, que siempre ha ganado National y se consideraba un asiento seguro para ellos, en noviembre de 2019. Ganó en un concurso de selección con la diputada de la lista del Partido Nacional Agnes Loheni, la presidenta de la Junta Local de Howick Katrina Bungard, el activista contra el cáncer Troy Elliott y el empresario tecnológico Jake Bezzant, quien luego fue seleccionado como candidato nacional para Upper Harbor.
Luxon ganó el escaño en las elecciones generales de Nueva Zelanda de 2020, derrotando a la candidata laborista Naisi Chen por un margen de 3.999 votos y disminuyendo el bastión de National en el electorado en un 9,17%.
En su discurso inaugural, Luxon elogió a Martin Luther King Jr. y Kate Sheppard como parte de una defensa del papel en la vida pública de los cristianos como él, una identidad que "parece que se ha vuelto aceptable para estereotipar".
A menudo se especuló que Luxon se convertiría en líder del Partido Nacional. Después de la destitución de Judith Collins como líder del partido el 25 de noviembre de 2021, se citó a Luxon como posible reemplazo. Tomó el liderazgo el 30 de noviembre, tras la retirada de su principal oponente, Simon Bridges.
A principios de agosto de 2022, Luxon acompañó al primer ministro Ardern, al ministro de Artes, Cultura y Patrimonio Carmel Sepuloni y al ministro de Pueblos del Pacífico William Sio en una visita de estado a Samoa para conmemorar el 60 aniversario de la independencia de Samoa y afirmar las relaciones bilaterales entre los dos países.

## Posiciones políticas
En noviembre de 2019, Luxon dijo que estaba en contra del aborto, la eutanasia y la legalización del cannabis recreativo, aunque al mismo tiempo apoyaba el cannabis medicinal. También apoyó en ese momento una política de "no jab, no pay" para sancionar a los beneficiarios de asistencia social que no vacunan a sus hijos; sin embargo, luego de su elección como líder, Luxon dijo que no apoyaba recortar el beneficio de los padres que no vacunan a sus hijos contra el COVID-19.

## Vida personal
Luxon tuvo una educación católica, se describe a sí mismo como cristiano o cristiano no confesional, y ha sido descrito como un cristiano evangélico. Ha asistido a una iglesia bautista en Auckland cuando era niño, una iglesia presbiteriana en Australia, una iglesia anglicana en Inglaterra e iglesias no confesionales en los Estados Unidos, Canadá y Nueva Zelanda. Después de regresar a Nueva Zelanda en 2011, asistió a la iglesia Upper Room en Auckland. En 2021 dijo que no había asistido a una iglesia en cinco o seis años. Conoció a su esposa Amanda en un grupo de jóvenes de la iglesia y se casaron cuando él tenía 23 años. Tienen un hijo y una hija, William y Olivia. Dice que disfruta del bricolaje, escucha música country y le gusta el esquí acuático.